# Buenos Aires (prowincja)
Buenos Aires (hiszp. Provincia de Buenos Aires) – prowincja Argentyny, leżąca w jej wschodniej części, nad estuarium La Plata, ze stolicą w mieście La Plata. Nazwa prowincji pochodzi od miasta Buenos Aires, stolicy kraju, stanowiącej jednak odrębną jednostkę administracyjną. Jest to najbardziej zaludniona prowincja kraju, w 2022 roku zamieszkana przez 17 569 053 osób (38% ludności kraju). Niemal 2/3 mieszkańców prowincji skupionych jest w obrębie aglomeracji Wielkiego Buenos Aires.

## Historia
Przed przybyciem Hiszpanów obszar ten był zamieszkiwany głównie przez Indian z plemienia Pampas (albo Papas), zostali oni bardzo szybko wybici a nieliczni, którym udało się przeżyć przyłączyli się do innych plemion.
Początkowo po założeniu osady Buenos Aires kontakty z tubylcami miały pokojowy charakter, jednak w krótkim czasie doszło do licznych aktów wrogości pomiędzy przybyszami a dotychczasowymi mieszkańcami. W 1541 r. Hiszpanie musieli opuścić Buenos Aires, które zostało ponownie zasiedlone dopiero w 1580 r. pod nazwą Santísima Trinidad y Puerto Santa María de los Buenos Aires
Od początku podstawą gospodarki przybywających z Europy osadników była hodowla bydła, pod którą zajmowano coraz to większe obszary. Pod koniec XVIII stulecia wraz z założeniem Wicekrólestwa La Platy eksport mięsa i skór stał się głównym zajęciem mieszkańców.
Jezuici podejmowali próby pokojowego zasymilowania Indian, które zakończyły się niepowodzeniem. W końcu XVIII wieku ustalona została względna granica pomiędzy terytoriami hiszpańskimi a indiańskimi, której nie naruszyły nawet napaści Indian (tzw. malonów) na pograniczne osiedla. Dopiero w 1879 r. wraz z dokonaniem tzw. Podboju pustyni (Conquista del Desierto) sytuacja uległa zmianie, wtedy to bowiem całkowicie wyniszczono ludność indiańską.
Po uzyskaniu niepodległości przez Argentynę w 1816 r. prowincja Buenos Aires i samo miasto Buenos Aires pozostawały w ciągłym konflikcie interesów z innymi prowincjami ponieważ system federalny kraju opierał się na zarządzaniu nim ze stolicy (ograniczeniu autonomii innych prowincji). Okres ten cechował się niestabilnością wewnętrzną.
Miasto La Plata zostało założone w 1882 r., głównym powodem takiej decyzji było stworzenie nowego ośrodka administracyjnego prowincji. W tym okresie miała ona około pół miliona mieszkańców.

## Warunki geograficzne
Buenos Aires graniczy z następującymi prowincjami: Río Negro na południowym zachodzie, La Pampą na zachodzie, Córdobą na północnym zachodzie, Santa Fe na północy, Entre Rios na północnym wschodzie. Na wschodzie prowincja styka się z Atlantykiem.
Krajobraz jest w przeważającej części równinny. Istnieją dwa niewielkie pasma górskie: Sierra de la Ventana i Sierra de Tandil. Najwyższym wzniesieniem jest Cerro Tres Picos (1239 m n.p.m.) a najdłuższą rzeką Salado (700 km długości).
W prowincji przeważa tzw. Pampa, pogoda pozostaje pod silnym wpływem oceanu, dzięki któremu występują tu gorące lata i stosunkowo ciepłe zimy. Wilgotność jest wysoka. Opady są obfite w ciągu całego roku, tylko zachodnia i południowo-zachodnia część prowincji ma bardziej suchy charakter.

## Klimat

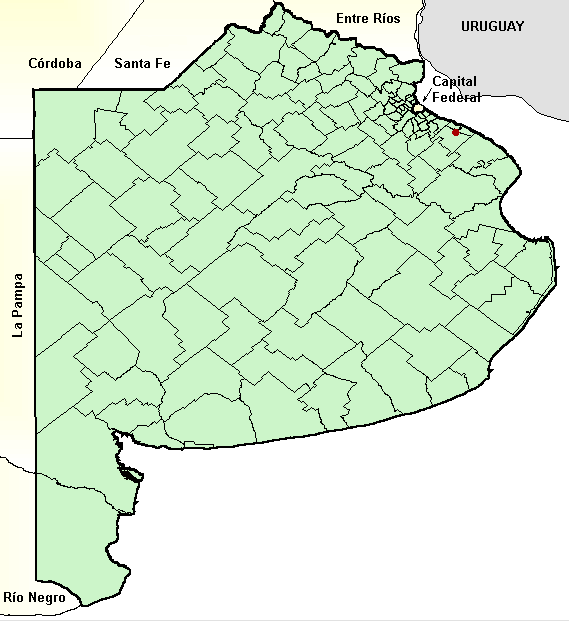
Mapa podziału administracyjnego prowincji

Klimat Buenos Aires jest umiarkowany, średnie temperatury sięgają tu od 10 do 25 °C. Na wybrzeżu występują chłodniejsze noce, natomiast w zimie pojawia się wysoka wilgotność.
Opady wahają się od 500 do 1000 mm nad oceanem, ze względu na nizinny teren występują powodzie.
Charakterystyczne dla Buenos Aires są zachodnie wiatry tzw. Pampero. Południowy wiatr nazywany Sudestada przynosi ze sobą obniżenie temperatury oraz burze.

## Ustrój polityczny
Prowincja Buenos Aires, podobnie jak inne argentyńskie prowincje, jest niezależna od rządu federalnego w większości dziedzin, z wyjątkiem tych, które są zastrzeżone dla Kongresu Narodowego Argentyny (ustawodawstwo cywilne, handlowe i karne, a także sprawy z zakresu górnictwa, pracy i ubezpieczeń społecznych). Ustrój prowincji określa konstytucja uchwalona w roku 1873.

### Władza wykonawcza
Władza wykonawcza jest sprawowana przez gubernatora i jego zastępcę. Są oni wybierani w wyborach powszechnych na cztery lata i ponownie wybrani mogą zostać tylko raz. Obecnie (od 10 grudnia 2015) gubernatorem jest María Eugenia Vidal.
Rząd prowincji składa się z następujących ministerstw: Gospodarki, Infrastruktury i Mieszkalnictwa, Bezpieczeństwa Publicznego, Sprawiedliwości, Rolnictwa, Zdrowia, Pracy, Rozwoju Ludzkiego, Mediów i Komunikacji Społecznej, Praw Człowieka, Turystyki i Sportu.

### Władza ustawodawcza
Legislatura prowincji Buenos Aires składa się z dwóch izb.
Izba wyższa – Senat składa się z 46 senatorów, wybieranych na czteroletnią kadencję, z tym, że połowa składu izby jest odnawiana co dwa lata. Przewodniczy jej zastępca gubernatora, który ma prawo głosu tylko w przypadku remisu. Do kompetencji Senatu należy m.in. zatwierdzanie nominacji sędziów oraz wyższych urzędników.
Izba niższa – Izba Deputowanych składa się z 92 deputowanych, wybieranych na czteroletnią kadencję. Połowa składu izby jest odnawiana co dwa lata.

### Władza sądownicza
Władzę sądowniczą w prowincji sprawują Sąd Najwyższy, Izba Odwoławcza, sędziowie i inne sądy ustanowione przez prawo. Prezes Sądu Najwyższego jest wybierany rotacyjnie spośród członków Sądu i jego kadencja trwa rok. Sędziowie Sądu Najwyższego i prokurator generalny są mianowani przez gubernatora za zgodą Senatu, natomiast innych sędziów i członków Prokuratury Generalnej powołuje Rada Sądownictwa, także za zgodą Senatu. Konstytucja ustanawia także sądy pokoju we wszystkich gminach prowincji.

## Gospodarka
Hodowla bydła jest tutaj jedną z najważniejszych gałęzi gospodarki. Ponadto hoduje się owce, świnie, kurczaki. Dobrze rozwinięte jest także mleczarstwo.
Uprawa roli staje się jednak coraz ważniejsza. Głównymi roślinami uprawnymi są: soja, kukurydza, pszenica i słoneczniki.
Przemysł jest bardzo zróżnicowany. 50% całej produkcji należy do takich branży jak: przemysł chemiczny, mechaniczny, włókienniczy i spożywczy.

## Turystyka
Główną atrakcją turystyczną jest wybrzeże atlantyckie. Często odwiedzane są także wyspy znajdujące się w ujściu La Platy. Wśród obcokrajowców popularnością cieszą się specjalne rancza dla turystów tzw. estancias.

## Podział administracyjny
Prowincja dzieli się na 134 jednostki, tzw. partidos.